# Makoto Kitano
Makoto Kitano (født 17. juli 1967) er en tidligere japansk fodboldspiller og træner.
Han har spillet for flere forskellige klubber i sin karriere, herunder Hitachi og Kyoto Purple Sanga.
Han har tidligere trænet Roasso Kumamoto og Kamatamare Sanuki.